# Leslie Bricusse
Leslie Bricusse, né le 29 janvier 1931 à Londres et mort le 19 octobre 2021 à Saint-Paul-de-Vence (France), est un parolier, compositeur et scénariste britannique.
Il est notamment connu pour sa collaboration avec Anthony Newley et les compositeurs John Barry, John Williams et Henry Mancini. 
Leslie Bricusse est surtout connu pour avoir coécrit avec Anthony Newley les paroles de la chanson Goldfinger, composée par John Barry. Il a également coécrit avec Anthony Newley la chanson Feeling Good pour la comédie musicale The Roar of the Greasepaint – The Smell of the Crowd (en). Il a reçu deux Oscars de la meilleure chanson originale et un Grammy Award de la chanson de l'année.

## Biographie
Leslie Bricusse est né le 29 janvier 1931 à Londres. 
Dans les années 1960 et 1970, il travaille en collaboration fructueuse avec Anthony Newley. Ensemble ils travaillent sur des films comme Goldfinger (1964), Charlie et la Chocolaterie (1971), adapté du livre pour enfants de Roald Dahl dans lequel ils reçoivent une nomination à l'Oscar de la meilleure musique.
Il collabore également avec Henry Mancini sur Victor Victoria (1982) et Tom et Jerry, le film (1992) et John Williams sur Hook ou la Revanche du capitaine Crochet.
Sammy Davis Jr. interprète les chansons de Leslie Bricusse What Kind of Fool Am I ? et The Candy Man qui connait le grand succès au Billboard hot 100 en 1972.
Il a épousé l'actrice Yvonne Romain (en), avec qui il a eu un fils, Adam.

## Distinctions
- 1963 : Grammy Award de la chanson de l'année pour What Kind of Fool Am I ? (partagé avec Anthony Newley)
- 1968 : Oscar de la meilleure chanson originale pour Talk to the Animals pour le film L'Extravagant Docteur Dolittle
- 1983 : Oscar de la meilleure partition de chansons et adaptation musicale pour Victor Victoria (partagé avec Henry Mancini) ;
- 1989 : membre du Songwriters Hall of Fame